# Ерковчићи
Ерковчићи (итал. Ercaucici)) је насељено место у Истарској жупанији, Републикa Хрватска. Административно је у саставу Града Бузета.

## Становништво
Према задњем попису становништва из 2001. године у насељу Ерковчићи живео је 41 становник који су живели у 13 породичних домаћинства.
Кретање броја становника по пописима 1857—2001.
| година пописа  | 1857. | 1869. | 1880. | 1890. | 1900. | 1910. | 1921. | 1931. | 1948. | 1953. | 1961. | 1971. | 1981. | 1991. | 2001. | 2001. |
| бр. становника | 241   | 261   | 211   | 235   | 229   | 246   | 0     | 0     | 119   | 123   | 91    | 70    | 54    | 49    | 41    | 43    |

Напомена:Од 1910. исказано под именом Свети Климан, а у 1948. под именом Ерковчићи-Свети Климан. У 1921. и 1931. подаци су садржани у насељу Хум. У 1857. и 1869. садржи податке за насеље Крас. 